# Jean-Pierre Ronfard
Jean-Pierre Ronfard, né le 14 janvier 1929 à Thivencelle (Nord) et mort le 26 septembre 2003 à Montréal (Québec), est un metteur en scène, comédien, dramaturge et homme de théâtre québécois d'origine française.

## Biographie
Il était marié avec la romancière Marie Cardinal, avec qui il eut trois enfants, dont la metteuse en scène Alice Ronfard.
Il émigre au Québec en 1960, où il devient le premier directeur de la section française de l'École nationale de théâtre du Canada (1960-1964). Il agit ensuite à titre de secrétaire général du Théâtre du Nouveau-Monde, où il sera notamment responsable de la troupe des Jeunes Comédiens.  
En 1975, il est cofondateur avec Pol Pelletier et Robert Gravel du Théâtre expérimental de Montréal, qui devient plus tard le Nouveau Théâtre expérimental. Le Nouveau Théâtre expérimental et Omnibus fondent en 1981 l'Espace Libre, dont il est un des principaux animateurs. 
Jean-Pierre Ronfard a participé aux travaux du Comité d'enquête sur la formation théâtrale au Canada dont le rapport a été publié en 1978. 
Le fonds d'archives de Jean-Pierre Ronfard est conservé au centre d'archives de Montréal de Bibliothèque et Archives nationales du Québec.

## Distinctions
- 1999 : Prix Denise-Pelletier pour l’ensemble de sa carrière.

## Théâtre
Il faudrait que les pièces écrites par l'auteur soit présentées en ordre chronologique, plutôt que par ordre alphabétique.
ordre alphabétique
- À Belœil ou ailleurs (Satire)
- Autour de Phèdre (Drame)
- Cinquante
- Corps à Corps
- Le Cyclope
- Dans les dunes de Tadoussac (Absurde)
- Don Quichotte  (Drame)
- El Gran Teatro del Mondo – Le grand théâtre du Monde (Drame)
- Falstaff (Comédie dramatique)
- Hitler (Drame)
- Lear (Absurde)
- La Leçon de musique 1644 (Drame)
- La Mandragore (Comédie), d'après la pièce de Machiavel
- Les Mille et Une Nuits (Conte)
- La Mission Prométhée (Allégorie)
- Mao Tsé-Tung ou Soirée de musique au consulat (Drame)
- Marylin (journal intime de  Margarel Mapherson) (Drame)
- Matines : Sade au petit déjeuner
- Médés (Allégorie)
- Les objets parlent
- Précis d’histoire générale du théâtre en 114 minutes
- Scène 85 (Conte)
- Tête à tête
- Le Titanic (Drame)
- Transit section no 20
- Vie et Mort du roi Boiteux (Drame)
- La Voix d’Orphée (Drame)
- Violoncelle et Voix (Théâtre musical)
- Les Visiteurs de madame Artémise (Drame)
- Yanardagh (Drame)